# Бартельс, Николай Алексеевич
Никола́й Алексе́евич Ба́ртельс (Николай-Евгений-Юлиус; 1877, Санкт-Петербург — 1936, Ленинград) — российский, советский учёный и педагог, специалист в области металловедения. Ректор Петроградского технологического института (1922—1925).

## Биография
Родился 26 мая 1877 года[по какому календарю?]. Отец — Алексей Иванович Бартельс (Alexius Benedikt Bartels; 21.03.1841 — 18.07.1904) был владельцем фабрики «Юлий Цезарь», названной по имени его жены — Софии Юлианы (Sophie Juliane Cesar; 29.02.1852 — 27.06.1913). В семье было три сына и дочь.
В 1887—1890 годах учился в гимназии имени Карла Мая. Получил специальность инженера-технолога
Профессиональная деятельность
С 1913 года по 1925 год работал в Санкт-Петербургском (Петроградском, Ленинградском) технологическом институте:
- 1913—1915 годах — лаборант металлографической лаборатории
- 1915—1920 годах — доцент, преподавал металлографию и техническое черчение
- 1920—1922 годах заместитель декана механического факультета, проректор по учебной части
- 1922—1925 годах — ректор
- 1925—1927 годах — декан механического факультета
- с 1927 года заведовал кафедрой металловедения.

Умер 15 марта 1936 года, похоронен на Волковском кладбище.